# Cettia castaneocoronata
L'usignolo dalla testa castana (Cettia castaneocoronata) è una specie di uccello passeriforme della famiglia Cettidae originaria dell'Asia meridionale.

## Distribuzione e habitat
Si trova nelle foreste pluviali dell'Himalaya e del sud-est asiatico, distribuita nell'India settentrionale, Bhutan, Nepal, Bangladesh, Cina meridionale, Birmania, Laos, Thailandia e Vietnam.